# Diecezja Cheyenne
Diecezja Cheyenne (łac. Dioecesis Cheyennensis, ang. Diocese of Cheyenne) jest diecezją Kościoła rzymskokatolickiego w USA obejmującą terytorialnie cały stan Wyoming.

## Historia
Diecezja została kanonicznie erygowana 2 sierpnia 1887 przez papieża Leona XIII. Wyodrębniono ją z ówczesnej diecezji Omaha. Pierwszym ordynariuszem został dotychczasowy kapłan archidiecezji Chicago Maurice Francis Burke.

## Główne świątynie
- Katedra: Katedra Najświętszej Maryi Panny w Cheyenne

## Biskupi diecezjalni
- Maurice Francis Burke (1887-1893)
- Thomas Mathias Lenihan (1896-1901)
- James John Keane (1902-1911)
- Patrick Aloysius Alphonsus McGovern (1912-1951)
- Hubert Michael Newell (1951-1978)
- Joseph Hart (1978-2001)
- David Ricken (2001-2008)
- Paul Etienne (2009-2016)
- Steven Biegler (od 2017)